# 恩特拉达什
恩特拉达什是葡萄牙贝雅区的一个堂区。总面积75.92平方公里，总人口774人，人口密度10.2人/平方公里。